# Atherina
Az Atherina a sugarasúszójú halak (Actinopterygii) osztályának kalászhalalakúak (Atheriniformes) rendjébe, ezen belül a kalászhalfélék (Atherinidae) családjába tartozó nem.

## Rendszerezés
A nembe az alábbi fajok tartoznak:
- kis kalászhal (Atherina boyeri)
- Atherina breviceps
- Atherina hepsetus
- Atherina lopeziana
- Atherina presbyter